# 김진국 (신학자)
김진국(金鎭國, 1974년 5월 22일~)은 대한민국의 목회자이며, 신학교수이다. 현재 동산교회 교육목사이며, 대한신학대학원대학교(대신총회신학연구원) 겸임교수이다. 개혁, 장로교회 질서 포럼 위원이다. 조지 길레스피 연구의 전문가로 평가받는다.

## 학력
- 안양대학교 목회학과 (Th. B)
- 안양대학교 신학대학원 목회학석사 (M. div)
- 안양대학교 신학대학원 신학석사 (Th. m)
- 아펠도른 신학대학 신학박사(Christelijke Gereformeerde Kerken)  (Th. D)

## 경력
- 현) 대한신학대학원대학교(대신총회신학연구원) 겸임교수
- 현) 동산교회 교육목사
- 전) 백석예술대학교 “성경의 이해” 과목 강사
- 현) 개혁, 장로교회 질서 포럼 위원
- 현) 교회를 위한 개혁신학 연구회 회원
- 현) 개혁교회와 신학 아카데미(ARERT) 연구위원
- 전) 대신총회신학연구원 역사신학 책임교수(2017~2023)
- 전) 대한예수교장로회(대신) 웨스트민스터 표준문서 대신 교단공역본 번역위원
- 전) 개혁파신학연구소 학술위원
- 전) 한국 장로교 신학교 강사

## 논문
- (Th. M) 조지 길레스피의 저항의 성격과 논쟁에 대한 연구, 안양대학교 신학대학원.
- (Th. D) Die reformatorische Amtslehre bei Melanchthon in späteren Werken und im Vergleich mit Luther und Calvin, Lit Verlag; edition: forschung.
- 멜란흐톤의 교회사역론; 루터와 칼빈과 비교하여, 개혁주의 성경연구소 2013.
- 웨스트민스터 총회의 배경과 장로교 교회정치: 스코틀랜드 총대인 조지 길레스피의 저작들을 중심으로 재구성한 웨스트민스터 총회와 교회정치에 대하여, 한국장로교신학회; 장로교회와 신학 제10호, 2013.
- 요한 낙스를 통해 개혁된 스코틀랜드 교회: 장로교회와 한국교회와의 관계, 한국성경신학회; 교회와 문화 35호, 2015.
- 교회사속 개혁파 교회교육과 교리문답, 개혁파신학연구소 2016.
- 필립 멜랑흐톤의 신학, 갱신과 부흥 2017. Vol. 19, 개혁주의학술원, 2017.
- 필립 멜랑흐톤과 교육, 개혁주의 신학과 신앙 총서 11 종교개혁과 교육, 개혁주의학술원, 2017.
- 멜랑흐톤의 신론, 개혁주의 신학과 신앙 총서 12 종교개혁과 하나님, 개혁주의학술원, 2018.
- 기독교회 정치조례의 역사와 장로교 교회정치, 대신개혁정론 제1호, 2018.
- 네덜란드 관주해설 성경의 교회사적 의미, 한국개혁신학회 학술발표, 2018.
- 조석만 교수의 교회, 교회정치, 교회직분에 대한 이해와 그 목회적 구현, 대신개혁정론 제2호, 2019.
- 대신 교단(기독 개혁교회, 장로교회)의 어제, 오늘, 내일, 2018년 대신총회신학연구원 2학기 개강세미나 발표, 한국교회 신보 연재.
- 필립 멜랑흐톤의 기독론, 개혁주의 신학과 신앙총서 13 종교개혁과 그리스도, 고신대 개혁주의 학술원, 2019.
- 필립 멜랑흐톤의 성령론, 개혁주의 신학과 신앙총서 14 종교개혁과 성령, 고신대 개혁주의 학술원, 2020.
- 미국 남 장로교 신학자 댑니의 국가관, 대신개혁정론 제3권, 2020.
- 교리사, 교회사, 교회정치적 관점으로 본 어린이 세례, 대신총회 신학위원회, 2021.
- 필립 멜란히톤의 생애와 공헌, 신학지평 35, 2023.
- 유스디비눔과 조지 길레스피의 노회와 총회에 대한 권위, 개혁, 장로교회 교회 질서 포럼, 2023.

## 저서
- 교리사, 교회사, 교회정치적 관점으로 본 어린이 세례, in 어린이 세례와 성찬에(3-13세) 대한 개혁주의적 비판(공저, 신원균, 김진국), 퍼플 출판사(교보문고), 2021.
- THE CRITIC; 이단성, 분리, 분열의 관점에서 전광훈, 최바울의 인터콥에 대한 비평, 고백과 문답, 2022.